# Serendib
Serendib là một chi nhện trong họ Corinnidae.

## Các loài
- Serendib muadai Jäger, Nophaseud & Praxaysombath, 2012
- Serendib suthepica Deeleman-Reinhold, 2001
- Serendib volans Deeleman-Reinhold, 2001